# Leucochlaena pilosa
Leucochlaena pilosa là một loài bướm đêm trong họ Noctuidae.